# لنز سیگما ۲۰۰–۵۰۰میلی‌متر اف/۲٫۸ ئی‌ایکس دی‌جی
لنز سیگما ۲۰۰–۵۰۰میلی‌متر اف/۲٫۸ ئی‌ایکس دی‌جی (به انگلیسی: Sigma 200–500mm f/2.8 EX DG lens) نام لنز دوربین عکاسی از نوع زوم است که توسط شرکت سیگما تولید می‌شود. فاصلهٔ کانونی این لنز ۲۰۰ تا ۵۰۰ میلی‌متر، دیافراگم آن دارای ۹ تیغه و ضریب اف آن اف ۲٫۸ تا اف ۲۲ است. این لنز در 2008 میلادی تولید و عرضه شده‌است.